# Isländische Fußballmeisterschaft 1942
Die isländische Fußballmeisterschaft 1942 war die 31. Spielzeit der höchsten isländischen Fußballliga.
Es nahmen fünf Teams am Bewerb teil, in dem jede Mannschaft jeweils einmal auf jede andere traf. Danach spielten die beiden erstplatzierten punktegleichen Teams in einem Playoff um den Meistertitel. Aufgrund eines Unentschiedens im ersten Spiel musste dieses Finale wiederholt werden. Schließlich gewann Valur Reykjavík den achten Titel der Vereinsgeschichte.

## Tabelle
| Pl. | Verein             | Sp. | S | U | N | Tore    | Quote | Punkte |
| --- | ------------------ | --- | - | - | - | ------- | ----- | ------ |
| 1.  | Valur Reykjavík    | 4   | 3 | 0 | 1 | 012:500 | 2,40  | 06:20  |
| 2.  | Fram Reykjavík     | 4   | 3 | 0 | 1 | 007:700 | 1,00  | 06:20  |
| 3.  | KR Reykjavík (M)   | 4   | 2 | 0 | 2 | 007:600 | 1,17  | 04:40  |
| 4.  | Víkingur Reykjavík | 4   | 1 | 0 | 3 | 003:600 | 0,50  | 02:60  |
| 5.  | ÍB Vestmannaeyja   | 4   | 1 | 0 | 3 | 004:900 | 0,44  | 02:60  |

| (M) | amtierender isländischer Meister |

### Kreuztabelle
Die Kreuztabelle stellt die Ergebnisse aller Spiele dieser Saison dar. Die Heimmannschaft ist in der ersten Spalte aufgelistet, die Gastmannschaft in der obersten Reihe. Die Ergebnisse sind immer aus Sicht der Heimmannschaft angegeben.
|                    | Fram Reykjavík | Víkingur Reykjavík |     | KR Reykjavík | ÍB Vestmannaeyja |
| Fram Reykjavík     |                | 3:0                | 0:6 | 2:1          | 2:0              |
| Víkingur Reykjavík | –              |                    | 0:1 | 2:0          | 1:2              |
| Valur Reykjavík    | –              | –                  |     | 1:4          | 4:1              |
| KR Reykjavík       | –              | –                  | –   |              | 2:1              |
| ÍB Vestmannaeyja   | –              | –                  | –   | –            |                  |

## Playoffs
Da die beiden bestplatzierten Teams der Abschlusstabelle punktegleich waren, wurde der Meister in einem Playoff ermittelt. Dieses musste wegen eines Remis wiederholt werden.
| Paarung  | Valur Reykjavík – Fram Reykjavík |
| Ergebnis | 0:0                              |
| Tore     | keine                            |

| Paarung  | Valur Reykjavík – Fram Reykjavík |
| Ergebnis | 1:0                              |
| Tore     | unbekannt                        |